# 왕스이
왕스이(중국어: 王世一, 병음: Wang Shiyi, 한자음: 왕세일, 2000년 10월 12일 ~ )는 중화인민공화국의 바둑 기사이다. 장쑤성 난징시 출신으로 중국기원 소속의 5단이다.

## 경력
장쑤성 난징시에서 태어났다. 2014년 프로바둑에 입단했다. 2016년 2단을 거쳐 2017년에 3단과 4단으로 연속 승단했다. 2017년 제1회 신아오배 세계바둑오픈 본선 64강에 진출하여 나현을 이겨 32강에 진출했지만 판윈뤄에게 져서 탈락했다. 2019년 5단으로 승단했다.